# Nicolás Tous Soler
Nicolás Tous Soler (Igualada, 21 de agosto de 1795 — Barcelona, 20 de diciembre de 1870)  fue un empresario catalán.  

## Biografía
Nació en la calle Sant Josep  de Igualada, primogénito de los 12 hijos de Nicolau Tous Carreras y Francesca Soler Ferrer. Fue padrino de su hermano Josep, Josep Tous i Soler, fraile capuchino y beato, nacido en 1811. Hacia  1819 la familia se estableció en Barcelona.
En 1831 Nicolau Tous i Soler ya tenía una fábrica de hilados y tejidos  que en 1833 fue la segunda de Barcelona en emplear maquinaria de vapor,  y también fabricaba en Ripoll. 
En 1838 fundó, junto con Joan Güell y Ferrer, Manuel de Lerena, Jaume Ricart y Manuel Serra, la Sociedad Anónima La Barcelonesa,  dedicada a la fundición de hierro, reparaciones y fabricación de piezas de repuesto, que se ubicó en el antiguo convento de los frailes capuchinos, ya desamortizado . En 1841 se asoció con Celedonio Ascacíbar y compraron la participación de Manuel de Lerena en la fundición La Barcelonesa, que pasó a denominarse Tous, Ascacíbar y Compañía.  Aquel año la empresa se instaló en otro convento desamortizado, el de Sant Agustí Nou, en la calle de Sant Pau, y se incorporó a su hijo, Nicolau Tous i Mirapeix. La empresa inició la fabricación de maquinaria y piezas de fundición.  En 1855 este taller se fusionó con el de Valentín Esparó y Consocios para formar La Maquinista Terrestre y Marítima, con un capital social de 20 millones de reales y el objeto de la fundición de metales, construcción de buques, calderas, máquinas de vapor terrestres y marítimas, locomotoras, motores hidráulicos, máquinas para hilados, estampados y otras actividades. 
En 1842 fue designado  miembro de la Junta Consultiva de Barcelona.  En 1848 participó en la fundación del Instituto Industrial de Cataluña  y fue uno de los impulsores de las exposiciones de Barcelona de 1850 y 1860. En 1850 formaba parte de la Junta Protectora de la Casa Galera de Barcelona.  Fue vocal presidente de la "Junta de Fábricas de Cataluña" y director del Instituto Industrial.  Fue socio de la Sociedad Económica Barcelonesa de Amigos del País, siendo presidente de la sección de artes y oficios desde 1862 hasta 1866.  De 1862 a 1866 fue diputado provincial y comisionado para la Exposición Universal de París . 

## Premios y distinciones
- Cruz de Comendador de la Orden de Carlos III . [1]